# František Zdeněk Eberl
František Zdeněk Eberl, francouzsky François Maurice Augustin Eberl, (25. května nebo 25. června 1887 Praha – 8. října 1962 Paříž) byl francouzský malíř českého původu, absolvent a pedagog Mnichovské akademie, od roku 1912 trvale usazený v Paříži. Bývá řazen k École de Paris. Jako legionář se zúčastnil bojů 1. světové války a utrpěl zranění. Během 2. světové války byl členem francouzského hnutí odporu Résistance. Jako malíř, pedagog a kurátor byl roku 1926 vyznamenán rytířským Řádem Čestné legie. Byl čestným občanem Monaka.

## Život
František Zdeněk Eberl pocházel z české katolické středostavovské rodiny, smíchovského obchodníka, měšťana a pražského rodáka Franze Eberla (* 1856) a jeho druhé manželky Růženy Křížové (* 1852).. Otec měl údajně švédské a francouzské předky. Po absolvování reálky přešel roku 1903 na Akademii výtvarných umění v Praze a studoval u prof. Vlaho Bukovace, kde mezi jeho spolužáky patřil Emil Filla. Jeho povaha a umělecký temperament se vzpíraly konzervativnímu prostředí Akademie, a proto jej po roce studia profesor Bohumil Roubalík ze studia vyloučil. V letech 1904–07 studoval malbu na Mnichovské Akademii u profesorů Carla von Marra a Franze von Stucka. Patřil k prominentním studentům F. Stucka a krátce po absolvování Akademie zde působil i jako pedagog. V Mnichově se účastnil výstav Münchener Secession. Jeho karikatury vládnoucí bavorské šlechty však vzbudily nevoli a byl poté nucen Mnichov opustit. 
Poté v letech 1907 až 1911 žil a studoval v Amsterdamu a v letech 1911 až 1912 žil ve Stockholmu, kde měl příbuzné. Roku 1912 se trvale usadil na Montmartru v Paříži. Od roku 1913 vystavoval na Pařížských salonech (Salon des Tuileries, Salon des Indépendants), stal se součástí pařížské bohémy. Přátelil se s Amedeo Modiglianim, Maurice de Vlaminckem a Pablem Picassem. Působil i jako kurátor výstav a roku 1927 uvedl výstavu francouzského umění ve Stockholmu.
Po vypuknutí 1. světové války se stal členem Comité d'action tchèque à l'étranger a vstoupil do Československých legií. Po roce a půl na frontě byl vážně zraněn a do konce války pracoval pro Červený kříž. Po válce si změnil jméno na François Maurice Augustin Eberl a stal se francouzským občanem. Od roku 1920 vystavoval samostatně v Galerie Ève Adam a Bernheim-Jeune a zejména v galerii Berthe Weill, která objevila Picassa a Matisse a podporovala i Eberla. K Eberlovým přátelům patřili spisovatelé žijící na Montmartre Francis Carco, Pierre Mac Orlan a Roland Dorgelès, kterým ilustroval knihy. Jeho příznivcem byl i editor satirického časopisu Le Crapouillot Jean Galtier-Boissière. Stal se členem Salon des indépendants a od roku 1923 vystavoval na Salon d'automne. 
Založil skupinu Ensemble zaměřenou na zkvalitnění komerční malby. Dosáhl tím značné popularity a roku 1926 byl vyznamenán rytířským Řádem Čestné legie. Roku 1938 se stal hlavním kurátorem výstavy École de Paris v Monaku. Roku 1940 zemřela na infarkt Eberleho žena Frida. Eberle se pak uchýlil do Monaka, kde si zřídil ateliér na Chemin de la Turbie. Stal se členem francouzského hnutí odporu Résistance, pro které kreslil karikatury, které se z letadel vypouštěly nad okupovaným územím. Po válce se Monako vedle Paříže stalo jeho druhým domovem a stal se jeho čestným občanem. Trávil zde pravidelně léto, navštěvoval kasino a patřil k organizátorům zdejšího kulturního života.
Zemřel na nádorové onemocnění 8. října 1962 v Paříži a je pohřben ve Villiers-le-Bel. 

### Vyznamenání
- 1926 rytíř Řádu čestné legie (Chevalier de la Légion d’Honneur)
- 1954 Prix de Peinture Populiste

## Dílo
Přestože je známý svými smyslnými akty, proslavilo ho především autentické zobrazení drsné atmosféry nočního života na Monmartru s prostitutkami, hazardními hráči, narkomany a alkoholiky.
Inspiroval se pařížským folklórem a nejraději maloval pouliční scény a noční kluby tak, jak je pozoroval. Eberla zajímalo zachycení života chudých lidí na okraji společnosti ve stínu nablýskané Paříže, přestože pocházel z dobře situované rodiny a celý život byl úspěšný a finančně nezávislý. Navzdory svému postavení se stýkal a přátelil s lidmi z takzvané „nižší vrstvy“, které maloval.
Eberl své subjekty nikdy neznevažoval a ve svých obrazech vyjadřoval jejich skutečnou lidskost. Tím se odlišuje od malířů své doby. Eberlovy obrazy z Monmartru jsou ztělesněním společenského prostředí v dané době – evokují bohémskou Paříž, mytické místo v čase, kdy i ulice měly určitou vznešenost a romantického ducha. Měl osobitou barevnou paletu, která hojně využívala zemité tóny hnědé a červené. Pro jeho portréty jsou typické stylizované velké a temné oči mandlového tvaru.
René Édouard-Joseph řadil roku 1930 Eberla mezi prvořadé malíře portrétů díky jeho energickému pojetí moderní, emocionální a velmi živé malby syté barevnosti, s dobře zvládnutými světelnými efekty. Jeho dívky jsou smutné, zamyšlené, rezignované, často s kruhy pod očima. Malíř hledá poetický výraz a ztvárňuje lidské neštěstí aniž by jeho malba byla nudná nebo monotónní.
Roku 1939 vystavil na Podzimním salonu protinacistický obraz Kultur- Kampf.

### Zastoupení ve sbírkách (výběr)
- Nouveau Musée national Monaco
- Musée des Beaux Arts Paris
- Centre Georges Pompidou[10]
- Fonds d'art contemporain - Paris Collections
- Musée du Montparnasse, Paris
- Musée d'Art moderne et contemporain de Saint-Étienne Métropole
- Národní galerie Praha[11]

### Výstavy (výběr)

#### Autorské
- 1915 dvůr Národního domu na Smíchově (výtěžek ve prospěch vdov a sirotků v 1. sv. válce)
- 1923 Berthe Weill gallery, Paris
- 1925 Royal Academy in London
- 1929 Bernheim-Jeune, Paris (úvod Arsène Alexandre)
- 1929 Gallerie Bareiro
- 1920 František Zdeněk Eberl: Portrét Ing. Sansboeufa, Topičův salon (1918-1936), Praha
- 1930 František Zdeněk Eberl: Oleje, akvarely, kresby, Rubešova galerie, Praha 2
- 1946 Galerie Pétridès, Paris
- 1973 François Zdenek Eberl, Musée de Montmartre, Paris
- 1987 François Zdenek Eberl, Musée de Montmartre, Paris

#### Kolektivní
- 1913 Salon des Tuileries, Paris
- 1931 L'École de Paris: Grafiky, kresby, akvarely a pastely, Obecní dům, Praha
- 1932 Výstava uměleckých děl ze sbírek hlavního města Prahy, Obecní dům, Praha
- 1934 Padesátá jubilejní členská výstava Sdružení výtvarníků v Praze 1924 - 1934, Obecní dům, Praha
- 1936 54. členská výstava Sdružení výtvarníků v Praze, Obecní dům, Praha
- 1941/08 – 1941/09 	100. jubilejní členská výstava Sdružení výtvarníků v Praze, Galerie Sdružení výtvarníků v Praze
- 1945 Groupe d'artistes tchécoslovaques: Peinture, sculpture, dessin, Galerie des Beaux-Arts, Paris
- 1948 Umění a kýč: Podobizna, Dům umění města Brna
- 2002 Elles de Montparnasse, Paris[12]
- 2013 Metamorphoses. Proměny ženy ve výtvarném umění, Galerie Diamant, Praha
- 2014 Alfons Mucha v zrcadle doby, Alšova jihočeská galerie v Hluboké nad Vltavou
- 2016 Za Československo: Pocta neexistující zemi, Galerie Pro arte, Praha
- 2018, 2019 České výtvarné umění ve Francii, Galerie Moderna, Praha
- 2021 Čeští umělci ve Francii, Galerie Chodovská tvrz, Praha
- 2022 Radost, Dům umění, Ostrava
- 2024 Husa na Kampě: Sběratel Vladimír Železný, Museum Kampa - Nadace Jana a Medy Mládkových, Praha
- 2024/2025 École de Paris: Umělci z Čech a meziválečná Paříž, Národní galerie Praha (Georges Kars, Othon Coubine, François Maurice Eberl a další.)[13]